# Хорбало
Хорбало (груз. ხორბალო) — село в Грузії.
За даними перепису населення 2014 року в селі проживає 45 осіб.